# 圣马尼昂斯
圣马尼昂斯（法語：Sainte-Magnance，法語發音：[sɛ̃t maɲɑ̃s]）是法国勃艮第-弗朗什-孔泰大区约讷省的一个市镇，位于该省东南部，属于阿瓦隆区。

## 地理
圣马尼昂斯（47°27'1"N, 4°4'41"E）面积19.37 平方千米，位于法国勃艮第-弗朗什-孔泰大區约讷省，该省份为法国中北部内陆省份，西接卢瓦雷省，西北接塞纳-马恩省，南至涅夫勒省，东临科多尔省，东北与奥布省接壤。
与圣马尼昂斯接壤的市镇（或旧市镇、城区）包括：索维尼勒伯雷阿勒、圣布朗谢、鲁夫赖、桑塞莱鲁夫赖、维约堡、圣安德烈-昂泰尔普莱讷、屈西莱福日、比西耶尔。

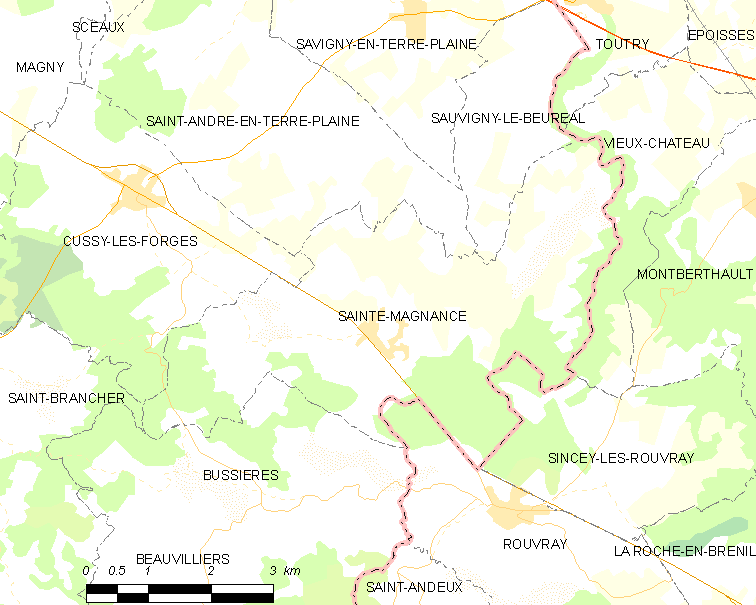
圣马尼昂斯的OSM定位图

圣马尼昂斯的时区为UTC+01:00、UTC+02:00（夏令时）。

## 行政
圣马尼昂斯的邮政编码为89420，INSEE市镇编码为89351。

## 政治
圣马尼昂斯所属的省级选区为阿瓦隆县。

## 人口

1962-2008年间圣马尼昂斯人口变化图示

圣马尼昂斯于2022年1月1日时的人口数量为480人。